# Puchar Polski w piłce ręcznej mężczyzn 2017/2018
Puchar Polski w piłce ręcznej mężczyzn 2017/2018 – 52. edycja rozgrywek, która wyłoniła zdobywcę Pucharu Polski, a także zespół, który będzie reprezentował Polskę w Pucharze EHF.
Do rozgrywek na szczeblu centralnym przystąpiło 16 zwycięzców pucharów okręgowych oraz 16 zespołów z Superligi. Puchar obroniło PGE Vive Kielce, zdobywając go po raz 15. i po raz 10. z rzędu.

## Uczestnicy rozgrywek

### Szczebel wojewódzki
| Województwo         | Zespoły biorące udział w rozgrywkach                               | Termin rozgrywek        |
| ------------------- | ------------------------------------------------------------------ | ----------------------- |
| Dolnośląskie        |                                                                    |                         |
| Kujawsko-pomorskie  |                                                                    |                         |
| Lubelskie           |                                                                    |                         |
| Lubuskie            |                                                                    |                         |
| Łódzkie             |                                                                    |                         |
| Małopolskie         |                                                                    |                         |
| Mazowieckie         | AZS UW Warszawa, KS Uniwersytet Radom                              | 22 listopada 2017       |
| Opolskie            |                                                                    |                         |
| Podkarpackie        |                                                                    |                         |
| Podlaskie           |                                                                    |                         |
| Pomorskie           | GKS Żukowo, Pomezania Malbork, Tytani Wejherowo, Sokół Kościerzyna | 17-25 października 2017 |
| Śląskie             |                                                                    |                         |
| Świętokrzyskie      |                                                                    |                         |
| Warmińsko-mazurskie |                                                                    |                         |
| Wielkopolskie       |                                                                    |                         |
| Zachodniopomorskie  |                                                                    |                         |

### Szczebel centralny
| I etap eliminacji               | I etap eliminacji                    |
| ------------------------------- | ------------------------------------ |
| Województwo dolnośląskie        | Siódemka Miedź Legnica               |
| Województwo kujawsko-pomorskie  | MKS Grudziądz                        |
| Województwo lubelskie           | AZS AWF Biała Podlaska               |
| Województwo lubuskie            | Stal Gorzów Wielkopolski             |
| Województwo łódzkie             | MKS Wieluń                           |
| Województwo małopolskie         | SPR Tarnów                           |
| Województwo mazowieckie         | AZS UW Warszawa                      |
| Województwo opolskie            | ASPR Zawadzkie                       |
| Województwo podkarpackie        | Czuwaj Przemyśl                      |
| Województwo podlaskie           | KS Szczypiorniak Dąbrowa Białostocka |
| Województwo pomorskie           | GKS Żukowo                           |
| Województwo śląskie             | Olimpia Piekary Śląskie              |
| Województwo świętokrzyskie      | KSSPR Końskie                        |
| Województwo warmińsko-mazurskie | Warmia Traveland Olsztyn             |
| Województwo wielkopolskie       | Ostrovia Ostrów Wielkopolski         |
| Województwo zachodniopomorskie  | Gwardia Koszalin                     |

| 1/16 finału                        | 1/16 finału         | 1/16 finału     | 1/16 finału    |
| ---------------------------------- | ------------------- | --------------- | -------------- |
| Vive Tauron Kielce                 | Orlen Wisła Płock   | Azoty-Puławy    | MMTS Kwidzyn   |
| Gwardia Opole                      | NMC Górnik Zabrze   | Wybrzeże Gdańsk | Chrobry Głogów |
| Pogoń Szczecin                     | KPR Legionowo       | Stal Mielec     | Zagłębie Lubin |
| Piotrkowianin Piotrków Trybunalski | Meble Wójcik Elbląg | Spójnia Gdynia  | MKS Kalisz     |

## Rozgrywki

### 1/16 finału

#### Losowanie
Losowanie par 1/16 finału odbyło się 30 listopada 2017 - zespoły były losowane z uwzględnieniem klucza geograficznego z zastrzeżeniem niełączenia w pary zespołów z tego samego WZPR.
16 drużyn ze szczebla wojewódzkiego zostały połączone w pary z 16. zespołami z Superligi tworząc pary 1/16 finału. W tej fazie rozgrywek rozegrane zostały pojedyncze spotkania bez meczów rewanżowych i wstępnie zostały zaplanowane na 31 stycznia 2018.

#### Zestawienie par
| Drużyna 1                            | Wynik | Drużyna 2                          |
| ------------------------------------ | ----- | ---------------------------------- |
| Stal Gorzów Wielkopolski             | 24:25 | Pogoń Szczecin                     |
| Ostrovia Ostrów Wielkopolski         | 30:36 | Chrobry Głogów                     |
| MKS Wieluń                           | 27:40 | Zagłębie Lubin                     |
| Siódemka Miedź Legnica               | 27:28 | Gwardia Opole                      |
| Gwardia Koszalin                     | 27:36 | Spójnia Gdynia                     |
| GKS Żukowo                           | 28:42 | Meble Wójcik Elbląg                |
| MKS Grudziądz                        | 20:33 | Wybrzeże Gdańsk                    |
| Warmia Energa Olsztyn                | 23:21 | MMTS Kwidzyn                       |
| KS Szczypiorniak Dąbrowa Białostocka | 17:38 | KPR Legionowo                      |
| AZS UW Warszawa                      | 27:42 | PGE Vive Kielce                    |
| AZS AWF Biała Podlaska               | 23:37 | Orlen Wisła Płock                  |
| Czuwaj Przemyśl                      | 25:41 | Azoty-Puławy                       |
| KSSPR Końskie                        | 25:35 | Stal Mielec                        |
| ASPR Zawadzkie                       | 30:37 | MKS Kalisz                         |
| SPR Tarnów                           | 26:39 | NMC Górnik Zabrze                  |
| Olimpia Piekary Śląskie              | 31:32 | Piotrkowianin Piotrków Trybunalski |

Wyniki
| 6 stycznia 201818:00 | ASPR Zawadzkie     | 30:37(16:19) | MKS Kalisz       | gospodarz Widzów: 200 Sędzia: Michał Fabryczny (Mysłowice) Jakub Rawicki (Katowice) |
| 6 stycznia 201818:00 | Paweł Zagórowicz 6 | 30:37(16:19) | 7 Kirył Kniazieu | gospodarz Widzów: 200 Sędzia: Michał Fabryczny (Mysłowice) Jakub Rawicki (Katowice) |
| 6 stycznia 201818:00 | 2× · 3×            | 30:37(16:19) | 1× · 3×          | gospodarz Widzów: 200 Sędzia: Michał Fabryczny (Mysłowice) Jakub Rawicki (Katowice) |

| 13 stycznia 201818:00 | Warmia Energa Olsztyn | 23:21(14:12) | MMTS Kwidzyn   | gospodarz Widzów: 1370 Sędzia: Dariusz Mroczkowski, Jakub Mroczkowski (Sierpc) |
| 13 stycznia 201818:00 | Paweł Deptuła 7       | 23:21(14:12) | 7 Michał Peret | gospodarz Widzów: 1370 Sędzia: Dariusz Mroczkowski, Jakub Mroczkowski (Sierpc) |
| 13 stycznia 201818:00 | 4× · 3×               | 23:21(14:12) | 1× · 3×        | gospodarz Widzów: 1370 Sędzia: Dariusz Mroczkowski, Jakub Mroczkowski (Sierpc) |

| 13 stycznia 201818:00 | KS Szczypiorniak Dąbrowa Białostocka | 17:38(9:20) | KPR Legionowo      | Hala ZS, Dąbrowa Białostocka Widzów: 290 Sędzia: Mateusz Hycza, Tomasz Łazicki (Olsztyn) |
| 13 stycznia 201818:00 | Sebastian Pers 3 Mateusz Łabieniec 3 | 17:38(9:20) | 10 Michał Ignasiak | Hala ZS, Dąbrowa Białostocka Widzów: 290 Sędzia: Mateusz Hycza, Tomasz Łazicki (Olsztyn) |
| 13 stycznia 201818:00 | 1× · 3×                              | 17:38(9:20) | 2× · 3×            | Hala ZS, Dąbrowa Białostocka Widzów: 290 Sędzia: Mateusz Hycza, Tomasz Łazicki (Olsztyn) |

| 31 stycznia 201818:00 | AZS AWF Biała Podlaska | 23:37(13:21) | Orlen Wisła Płock  | gospodarz Widzów: 1460 Sędzia: Wojciech Bosak, Mirosław Hagdej (Sandomierz) |
| 31 stycznia 201818:00 | Bartosz Ziółkowski 7   | 23:37(13:21) | 7 Valentin Ghionea | gospodarz Widzów: 1460 Sędzia: Wojciech Bosak, Mirosław Hagdej (Sandomierz) |
| 31 stycznia 201818:00 | 2× · 2×                | 23:37(13:21) | 3× · 2×            | gospodarz Widzów: 1460 Sędzia: Wojciech Bosak, Mirosław Hagdej (Sandomierz) |

| 31 stycznia 201818:00 | Czuwaj Przemyśl    | 25:41(8:18) | Azoty-Puławy     | gospodarz Widzów: 652 Sędzia: Michał Chodorek, Paweł Popiel (Kielce) |
| 31 stycznia 201818:00 | Maciej Kubisztal 6 | 25:41(8:18) | 7 Mateusz Seroka | gospodarz Widzów: 652 Sędzia: Michał Chodorek, Paweł Popiel (Kielce) |
| 31 stycznia 201818:00 | 6× · 4× · 1×       | 25:41(8:18) | 6× · 3×          | gospodarz Widzów: 652 Sędzia: Michał Chodorek, Paweł Popiel (Kielce) |

| 31 stycznia 201818:30 | Stal Gorzów Wielkopolski | 24:25(12:12) | Pogoń Szczecin  | gospodarz Widzów: 640 Sędzia: Bartosz Kowalak, Wojciech Marciniak (Poznań) |
| 31 stycznia 201818:30 | Mateusz Stupiński 8      | 24:25(12:12) | 9 Dawid Krysiak | gospodarz Widzów: 640 Sędzia: Bartosz Kowalak, Wojciech Marciniak (Poznań) |
| 31 stycznia 201818:30 | 6× · 3×                  | 24:25(12:12) | 6× · 3× · 1×    | gospodarz Widzów: 640 Sędzia: Bartosz Kowalak, Wojciech Marciniak (Poznań) |

| 31 stycznia 201718:30 | Ostrovia Ostrów Wielkopolski | 30:36(16:17) | Chrobry Głogów | gospodarz Widzów: 200 Sędzia: Bartosz Leszczyński, Marcin Piechota (Płock) |
| 31 stycznia 201718:30 | Patryk Marciniak 9           | 30:36(16:17) | 7 Adam Babicz  | gospodarz Widzów: 200 Sędzia: Bartosz Leszczyński, Marcin Piechota (Płock) |
| 31 stycznia 201718:30 | 3× · 3×                      | 30:36(16:17) | 5× · 3×        | gospodarz Widzów: 200 Sędzia: Bartosz Leszczyński, Marcin Piechota (Płock) |

| 31 stycznia 201818:30 | Siódemka Miedź Legnica | 27:28(15:18) | Gwardia Opole        | gospodarz Widzów: 295 Sędzia: Piotr Radziszewski (Wolsztyn) Mariusz Wołowicz (Wtórek) |
| 31 stycznia 201818:30 | Kamil Mosiołek 9       | 27:28(15:18) | 10 Mateusz Jankowski | gospodarz Widzów: 295 Sędzia: Piotr Radziszewski (Wolsztyn) Mariusz Wołowicz (Wtórek) |
| 31 stycznia 201818:30 | 1× · 3×                | 27:28(15:18) | 1× · 3×              | gospodarz Widzów: 295 Sędzia: Piotr Radziszewski (Wolsztyn) Mariusz Wołowicz (Wtórek) |

| 31 stycznia 201818:30 | SPR Tarnów     | 26:39(11:22) | NMC Górnik Zabrze | gospodarz Widzów: 295 Sędzia: Maciej Karwowski, Mirosław Kowalski (Przemyśl) |
| 31 stycznia 201818:30 | Daniel Dutka 5 | 26:39(11:22) | 7 Iso Slujters    | gospodarz Widzów: 295 Sędzia: Maciej Karwowski, Mirosław Kowalski (Przemyśl) |
| 31 stycznia 201818:30 | 1× · 2×        | 26:39(11:22) | 1× · 3×           | gospodarz Widzów: 295 Sędzia: Maciej Karwowski, Mirosław Kowalski (Przemyśl) |

| 31 stycznia 201819:00 | Gwardia Koszalin   | 27:36(14:19) | Spójnia Gdynia   | gospodarz Widzów: 450 Sędzia: Michał Orzech, Robert Orzech (Brodnica) |
| 31 stycznia 201819:00 | Marek Jakutowicz 7 | 27:36(14:19) | 7 Adam Lisiewicz | gospodarz Widzów: 450 Sędzia: Michał Orzech, Robert Orzech (Brodnica) |
| 31 stycznia 201819:00 | 3× · 3×            | 27:36(14:19) | 1× · 3× · 1×     | gospodarz Widzów: 450 Sędzia: Michał Orzech, Robert Orzech (Brodnica) |

| 31 stycznia 201819:00 | GKS Żukowo     | 28:42(15:23) | Meble Wójcik Elbląg | gospodarz Widzów: 200 Sędzia: Mateusz Kozik, Sebastian Kudźba (Koszalin) |
| 31 stycznia 201819:00 | Damian Didyk 8 | 28:42(15:23) | 9 Jakub Moryń       | gospodarz Widzów: 200 Sędzia: Mateusz Kozik, Sebastian Kudźba (Koszalin) |
| 31 stycznia 201819:00 | 1× · 3×        | 28:42(15:23) | 2× · 3×             | gospodarz Widzów: 200 Sędzia: Mateusz Kozik, Sebastian Kudźba (Koszalin) |

| 31 stycznia 201819:00 | AZS UW Warszawa       | 27:42(11:19) | PGE Vive Kielce | gospodarz Widzów: 200 Sędzia: Arkadiusz Filipiak, Tomasz Filipiak (Siemichocze) |
| 31 stycznia 201819:00 | Mateusz Leszczyński 5 | 27:42(11:19) | 11 Blaž Janc    | gospodarz Widzów: 200 Sędzia: Arkadiusz Filipiak, Tomasz Filipiak (Siemichocze) |
| 31 stycznia 201819:00 | 2× · 3×               | 27:42(11:19) | 2×              | gospodarz Widzów: 200 Sędzia: Arkadiusz Filipiak, Tomasz Filipiak (Siemichocze) |

| 31 stycznia 201819:00 | KSSPR Końskie                             | 25:35(13:17) | Stal Mielec        | gospodarz Widzów: 380 Sędzia: Wojciech Kuliński (Płock) Sebastian Patyk (Warszawa) |
| 31 stycznia 201819:00 | Patryk Mastalerz 5 Przemysław Matyjasik 5 | 25:35(13:17) | 11 Matej Sarajlcić | gospodarz Widzów: 380 Sędzia: Wojciech Kuliński (Płock) Sebastian Patyk (Warszawa) |
| 31 stycznia 201819:00 | 3×                                        | 25:35(13:17) | 3× · 3×            | gospodarz Widzów: 380 Sędzia: Wojciech Kuliński (Płock) Sebastian Patyk (Warszawa) |

| 31 stycznia 201819:00 | Olimpia Piekary Śląskie | 31:32(20:18) | Piotrkowianin Piotrków Trybunalski | gospodarz Widzów: 270 Sędzia: Igor Dębski, Artur Rodacki (Kielce) |
| 31 stycznia 201819:00 | Łukasz Płonka 6         | 31:32(20:18) | 11 Stanisław Makowiejew            | gospodarz Widzów: 270 Sędzia: Igor Dębski, Artur Rodacki (Kielce) |
| 31 stycznia 201819:00 | 3× · 3×                 | 31:32(20:18) | 3× · 3×                            | gospodarz Widzów: 270 Sędzia: Igor Dębski, Artur Rodacki (Kielce) |

| 31 stycznia 201820:00 | MKS Wieluń          | 27:40(14:22) | Zagłębie Lubin             | gospodarz Widzów: 258 Sędzia: Joanna Brehmer (Mikołów) Agnieszka Skowronek (Ruda Śląska) |
| 31 stycznia 201820:00 | Jarosław Cepielik 6 | 27:40(14:22) | 7 Anderson Da Silva Morino | gospodarz Widzów: 258 Sędzia: Joanna Brehmer (Mikołów) Agnieszka Skowronek (Ruda Śląska) |
| 31 stycznia 201820:00 | 2× · 1× · 1×        | 27:40(14:22) | 5× · 3× · 1×               | gospodarz Widzów: 258 Sędzia: Joanna Brehmer (Mikołów) Agnieszka Skowronek (Ruda Śląska) |

| 31 stycznia 201820:00 | MKS Grudziądz        | 20:33(12:14) | Wybrzeże Gdańsk | gospodarz Widzów: 270 Sędzia: Dariusz Mroczkowski, Jakub Mroczkowski (Sierpc) |
| 31 stycznia 201820:00 | Mateusz Kożanowski 6 | 20:33(12:14) | 7 Marek Podobas | gospodarz Widzów: 270 Sędzia: Dariusz Mroczkowski, Jakub Mroczkowski (Sierpc) |
| 31 stycznia 201820:00 | 1× · 3×              | 20:33(12:14) | 4× · 3×         | gospodarz Widzów: 270 Sędzia: Dariusz Mroczkowski, Jakub Mroczkowski (Sierpc) |

### 1/8 finału

#### Losowanie
Losowanie 1/8 finału było dwustopniowe. Najpierw do dwóch drużyn występujących w Lidze Mistrzów, tj. PGE Vive Kielce i Orlen Wisła Płock oraz Pucharze EHF, tj. Azoty-Puławy i Gwardia Opole, zostały dolosowane cztery drużyny i utworzyły one koszyk 1, pozostałe drużyny utworzyły koszyk 2. Z tak przygotowanych koszyków przeprowadzono losowane par 1/8 finału. Gospodarzem meczu jest drużyna z koszyka 2. Wstępny termin meczów 1/8 finału to 7 marca 2018.

#### Podział na koszyki[23]
| Koszyk 1 | Koszyk 2 |
| --- | --- |
| PGE Vive Kielce Orlen Wisła Płock Azoty-Puławy Gwardia Opole Chrobry Głogów NMC Górnik Zabrze Meble Wójcik Elbląg MKS Kalisz | KPR Legionowo Piotrkowianin Piotrków Trybunalski Pogoń Szczecin Spójnia Gdynia Stal Mielec Warmia Energa Olsztyn Wybrzeże Gdańsk Zagłębie Lubin |

#### Zestawienie par
| Drużyna 1                          | Wynik | Drużyna 2           |
| ---------------------------------- | ----- | ------------------- |
| Wybrzeże Gdańsk                    | 25:30 | Gwardia Opole       |
| Spójnia Gdynia                     | 30:33 | Orlen Wisła Płock   |
| Warmia Energa Olsztyn              | 22:41 | PGE Vive Kielce     |
| Pogoń Szczecin                     | 19:28 | Azoty-Puławy        |
| Zagłębie Lubin                     | 31:24 | Chrobry Głogów      |
| Piotrkowianin Piotrków Trybunalski | 23:29 | NMC Górnik Zabrze   |
| KPR Legionowo                      | 18:23 | MKS Kalisz          |
| Stal Mielec                        | 30:23 | Meble Wójcik Elbląg |

Wyniki
| 15 lutego 201818:00 | Pogoń Szczecin    | 19:28(11:12) | Azoty-Puławy           | gospodarz Widzów: 150 Sędzia: Łukasz Kamrowski (Cedry Wielkie) Piotr Wojdyr (Gdańsk) |
| 15 lutego 201818:00 | Wojciech Joińca 5 | 19:28(11:12) | 7 Vladislav Ostroushko | gospodarz Widzów: 150 Sędzia: Łukasz Kamrowski (Cedry Wielkie) Piotr Wojdyr (Gdańsk) |
| 15 lutego 201818:00 | 3× · 3×           | 19:28(11:12) | 5× · 2×                | gospodarz Widzów: 150 Sędzia: Łukasz Kamrowski (Cedry Wielkie) Piotr Wojdyr (Gdańsk) |

| 23 lutego 201819:30 | Zagłębie Lubin     | 31:24(17:14) | Chrobry Głogów     | gospodarz Widzów: 255 Sędzia: Sebastian Pelc, Jakub Pretzlaf (Rzeszów) |
| 23 lutego 201819:30 | Arkadiusz Moryto 6 | 31:24(17:14) | 5 Kacper Pawłowski | gospodarz Widzów: 255 Sędzia: Sebastian Pelc, Jakub Pretzlaf (Rzeszów) |
| 23 lutego 201819:30 | 5× · 3×            | 31:24(17:14) | 2× · 3×            | gospodarz Widzów: 255 Sędzia: Sebastian Pelc, Jakub Pretzlaf (Rzeszów) |

| 27 lutego 201819:00 | KPR Legionowo   | 18:23(6:10) | MKS Kalisz       | gospodarz Widzów: 200 Sędzia: Kamil Dąbrowski, Paweł Staniek (Kielce) |
| 27 lutego 201819:00 | Paweł Gawęcki 5 | 18:23(6:10) | 5 Dzianis Krycki | gospodarz Widzów: 200 Sędzia: Kamil Dąbrowski, Paweł Staniek (Kielce) |
| 27 lutego 201819:00 | 8× · 3×         | 18:23(6:10) | 6× · 3×          | gospodarz Widzów: 200 Sędzia: Kamil Dąbrowski, Paweł Staniek (Kielce) |

| 28 lutego 201818:00 | Wybrzeże Gdańsk    | 25:30(13:17) | Gwardia Opole     | gospodarz Widzów: 220 Sędzia: Jakub Jerlecki, Maciej Łabuń (Szczecin) |
| 28 lutego 201818:00 | Damian Kostrzewa 7 | 25:30(13:17) | 7 Michał Lemaniak | gospodarz Widzów: 220 Sędzia: Jakub Jerlecki, Maciej Łabuń (Szczecin) |
| 28 lutego 201818:00 | 4× · 4×            | 25:30(13:17) | 5× · 3× · 1×      | gospodarz Widzów: 220 Sędzia: Jakub Jerlecki, Maciej Łabuń (Szczecin) |

| 7 marca 201818:00 | Spójnia Gdynia     | 30:33(13:15) | Orlen Wisła Płock   | gospodarz Widzów: 500 Sędzia: Andrzej Rajkiewicz, Jakub Tarczykowski (Szczecin) |
| 7 marca 201818:00 | rafał Rychlewski 6 | 30:33(13:15) | 10 Valentin Ghionea | gospodarz Widzów: 500 Sędzia: Andrzej Rajkiewicz, Jakub Tarczykowski (Szczecin) |
| 7 marca 201818:00 | 4× · 2× · 1×       | 30:33(13:15) | 2× · 3×             | gospodarz Widzów: 500 Sędzia: Andrzej Rajkiewicz, Jakub Tarczykowski (Szczecin) |

| 11 marca 201817:00 | Stal Mielec    | 30:23(16:12) | Meble Wójcik Elbląg | gospodarz Widzów: 200 Sędzia: Andrzej Kierczak (Michałowice) Tomasz Wrona (Kraków) |
| 11 marca 201817:00 | Jakub Ćwięka 8 | 30:23(16:12) | 8 Tomasz Grzegorek  | gospodarz Widzów: 200 Sędzia: Andrzej Kierczak (Michałowice) Tomasz Wrona (Kraków) |
| 11 marca 201817:00 | 3× · 3×        | 30:23(16:12) | 7× · 3×             | gospodarz Widzów: 200 Sędzia: Andrzej Kierczak (Michałowice) Tomasz Wrona (Kraków) |

| 12 marca 201818:30 | Piotrkowianin Piotrków Trybunalski | 23:29(11:15) | NMC Górnik Zabrze    | gospodarz Widzów: 300 Sędzia: Damian Godzina(Tczew) Łukasz Kamrowski(Cedry Wielkie) |
| 12 marca 201818:30 | Filip Surosz 5                     | 23:29(11:15) | 7 Bartłomiej Tomczak | gospodarz Widzów: 300 Sędzia: Damian Godzina(Tczew) Łukasz Kamrowski(Cedry Wielkie) |
| 12 marca 201818:30 | 2× · 3×                            | 23:29(11:15) | 5× · 3×              | gospodarz Widzów: 300 Sędzia: Damian Godzina(Tczew) Łukasz Kamrowski(Cedry Wielkie) |

| 13 marca 201818:00 | Warmia Energa Olsztyn | 22:41(6:21) | PGE Vive Kielce  | gospodarz Widzów: 1800 Sędzia: Dariusz Mroczkowski, Jakub Mroczkowski (Sierpc) |
| 13 marca 201818:00 | Wojciech Golks 7      | 22:41(6:21) | 8 Karol Bielecki | gospodarz Widzów: 1800 Sędzia: Dariusz Mroczkowski, Jakub Mroczkowski (Sierpc) |
| 13 marca 201818:00 | 6× · 3×               | 22:41(6:21) | 2× · 3×          | gospodarz Widzów: 1800 Sędzia: Dariusz Mroczkowski, Jakub Mroczkowski (Sierpc) |

### 1/4 finału
Losowanie odbyło się 8 marca 2018, w siedzibie ZPRP w Warszawie. Zgodnie z regulaminem drużyny podzielono na dwa koszyki: w pierwszym znalazły się drużyny uczestniczące w europejskich pucharach a w drugim - pozostałe drużyny. Mecze zaplanowano na 14 marca 2018.

#### Podział na koszyki[33]
| Koszyk 1                                                     | Koszyk 2                                                |
| ------------------------------------------------------------ | ------------------------------------------------------- |
| PGE Vive Kielce Orlen Wisła Płock Azoty-Puławy Gwardia Opole | NMC Górnik Zabrze MKS Kalisz Stal Mielec Zagłębie Lubin |

#### Zestawienie par
| Drużyna 1         | Wynik | Drużyna 2         |
| ----------------- | ----- | ----------------- |
| NMC Górnik Zabrze | 33:30 | Orlen Wisła Płock |
| Stal Mielec       | 33:36 | Gwardia Opole     |
| MKS Kalisz        | 18:28 | Azoty-Puławy      |
| PGE Vive Kielce   | 48:34 | Zagłębie Lubin    |

Wyniki
| 14 marca 201818:00 | Stal Mielec                     | 33:36(14:15) | Gwardia Opole      | gospodarz Widzów: 150 Sędzia: Kamil Dąborowski, Paweł Staniek (Kielce) |
| 14 marca 201818:00 | Rafał Krupa 6 Matej Sarajlcić 6 | 33:36(14:15) | 7 Antoni Łangowski | gospodarz Widzów: 150 Sędzia: Kamil Dąborowski, Paweł Staniek (Kielce) |
| 14 marca 201818:00 | 3× · 3× · 1×                    | 33:36(14:15) | 6× · 3×            | gospodarz Widzów: 150 Sędzia: Kamil Dąborowski, Paweł Staniek (Kielce) |

| 14 marca 201818:00 | PGE Vive Kielce              | 48:34(23:14) | Zagłębie Lubin   | gospodarz Widzów: 1000 Sędzia: Sebastian Pelc, Jakub Pretzlaf (Rzeszów) |
| 14 marca 201818:00 | Michał Jurecki 7 Blaž Janc 7 | 48:34(23:14) | Łukasz Kuźdeba 7 | gospodarz Widzów: 1000 Sędzia: Sebastian Pelc, Jakub Pretzlaf (Rzeszów) |
| 14 marca 201818:00 | 1× · 3×                      | 48:34(23:14) | 4× · 3×          | gospodarz Widzów: 1000 Sędzia: Sebastian Pelc, Jakub Pretzlaf (Rzeszów) |

| 14 marca 201818:30 | NMC Górnik Zabrze | 33:30(15:17) | Orlen Wisła Płock  | gospodarz Widzów: 500 Sędzia: Andrzej Kierczak (Michałowice) Tomasz Wrona (Kraków) |
| 14 marca 201818:30 | Łukasz Gogola 7   | 33:30(15:17) | 5 Valentin Ghionea | gospodarz Widzów: 500 Sędzia: Andrzej Kierczak (Michałowice) Tomasz Wrona (Kraków) |
| 14 marca 201818:30 | 6× · 2×           | 33:30(15:17) | 5× · 2×            | gospodarz Widzów: 500 Sędzia: Andrzej Kierczak (Michałowice) Tomasz Wrona (Kraków) |

| 14 marca 201818:30 | MKS Kalisz                        | 18:28(7:13) | Azoty-Puławy      | gospodarz Widzów: 2000 Sędzia: Korneliusz Habierski, Grzegorz Skrobak (Głogów) |
| 14 marca 201818:30 | Kirył Kniazieu 3 Dzianis Krycki 3 | 18:28(7:13) | 7 paweł Podsiadło | gospodarz Widzów: 2000 Sędzia: Korneliusz Habierski, Grzegorz Skrobak (Głogów) |
| 14 marca 201818:30 | 2× · 3×                           | 18:28(7:13) | 3× · 3× · 1×      | gospodarz Widzów: 2000 Sędzia: Korneliusz Habierski, Grzegorz Skrobak (Głogów) |

### Półfinały
Losowanie odbyło się 15 marca 2018, w siedzibie ZPRP w Warszawie. Zgodnie z regulaminem nie było rozstawienia drużyn. Pierwsze mecze zaplanowano na 28 marca 2018, rewanże na 11 kwietnia 2018.
| Drużyna 1                            | Wynik dwumeczu | Drużyna 2       | Pierwszy mecz | Drugi mecz |
| ------------------------------------ | -------------- | --------------- | ------------- | ---------- |
| NMC Górnik Zabrze                    | 57:81          | PGE Vive Kielce | 29:35         | 28:46      |
| Azoty-Puławy                         | 54:53          | Gwardia Opole   | 31:28         | 23:25      |
| Po lewej gospodarz pierwszego meczu. |                |                 |               |            |

Wyniki
| 11 kwietnia 201818:30 | PGE Vive Kielce  | 46:28(22:11) | NMC Górnik Zabrze | gospodarz Widzów: 2000 Sędzia: Bartosz Leszczyński, Marcin Piechota (Płock) |
| 11 kwietnia 201818:30 | Michał Jurecki 7 | 46:28(22:11) | 7 Ignacy Bąk      | gospodarz Widzów: 2000 Sędzia: Bartosz Leszczyński, Marcin Piechota (Płock) |
| 11 kwietnia 201818:30 | 3× · 2×          | 46:28(22:11) | 3× · 3×           | gospodarz Widzów: 2000 Sędzia: Bartosz Leszczyński, Marcin Piechota (Płock) |

| 17 kwietnia 201818:30 | NMC Górnik Zabrze | 29:35(18:14) | PGE Vive Kielce | gospodarz Widzów: 950 Sędzia: Jakub Gnyszka, Mateusz Stonoga (Ozimek) |
| 17 kwietnia 201818:30 | 10 Ignacy Bąk     | 29:35(18:14) | 10 Darko Đukić  | gospodarz Widzów: 950 Sędzia: Jakub Gnyszka, Mateusz Stonoga (Ozimek) |
| 17 kwietnia 201818:30 | 4× · 4×           | 29:35(18:14) | 4× · 3×         | gospodarz Widzów: 950 Sędzia: Jakub Gnyszka, Mateusz Stonoga (Ozimek) |

| 18 kwietnia 201819:00 | Azoty-Puławy                          | 31:28(15:13) | Gwardia Opole                          | gospodarz Widzów: 700 Sędzia: Grzegorz Młyński (Zwoleń) Rafał Puszkarski (Legionowo) |
| 18 kwietnia 201819:00 | Wojciech Gumiński 9 Paweł Podsiadło 9 | 31:28(15:13) | 8 Antoni Łangowski 8 Mateusz Jankowski | gospodarz Widzów: 700 Sędzia: Grzegorz Młyński (Zwoleń) Rafał Puszkarski (Legionowo) |
| 18 kwietnia 201819:00 | 4× · 3×                               | 31:28(15:13) | 6× · 4×                                | gospodarz Widzów: 700 Sędzia: Grzegorz Młyński (Zwoleń) Rafał Puszkarski (Legionowo) |

| 21 kwietnia 201819:00 | Gwardia Opole  | 25:23(11:10) | Azoty-Puławy  | gospodarz Widzów: 1500 Sędzia: Sebastian Pelc, Jakub Pretzlaf (Rzeszów) |
| 21 kwietnia 201819:00 | Patryk Mauer 6 | 25:23(11:10) | 4 Marko Panić | gospodarz Widzów: 1500 Sędzia: Sebastian Pelc, Jakub Pretzlaf (Rzeszów) |
| 21 kwietnia 201819:00 | 2× · 3×        | 25:23(11:10) | 6× · 3×       | gospodarz Widzów: 1500 Sędzia: Sebastian Pelc, Jakub Pretzlaf (Rzeszów) |

### Finał
W związku z obchodami 100-lecia piłki ręcznej w Polsce - gospodarzem meczu finałowego został wybrany Kalisz.
| Drużyna 1    | Wynik | Drużyna 2       |
| ------------ | ----- | --------------- |
| Azoty-Puławy | 29:35 | PGE Vive Kielce |

Wynik
| 13 maja 201817:45 | Azoty-Puławy  | 29:35(20:18) | PGE Vive Kielce   | Kalisz Arena, Kalisz Widzów: 2000 Sędzia: Bartosz Leszczyński, Marcin Piechota (Płock) |
| 13 maja 201817:45 | Marko Panić 9 | 29:35(20:18) | 7 Alex Dujshebaev | Kalisz Arena, Kalisz Widzów: 2000 Sędzia: Bartosz Leszczyński, Marcin Piechota (Płock) |
| 13 maja 201817:45 | 5× · 3×       | 29:35(20:18) | 6× · 3× · 1×      | Kalisz Arena, Kalisz Widzów: 2000 Sędzia: Bartosz Leszczyński, Marcin Piechota (Płock) |

## Biografia
- Regulamin rozgrywek o PGNiG Puchar Polski